# امباتولا
امباتولا (به لاتین: Ambatovola) یک سکونتگاه مسکونی در ماداگاسکار است که در آلائوترا-مانگورو واقع شده‌است.

## خصوصیات
امباتولا ۸٬۰۰۰ نفر جمعیت دارد و ۶۶۳ متر بالاتر از سطح دریا واقع شده‌است.